# G-Drive Арена
«G-Drive Арена» — ледовая арена в городе Омске. Построена на месте «Арены Омск», которую снесли в 2019 году из-за возможности разрушения. Домашняя арена хоккейного клуба «Авангард».

## История

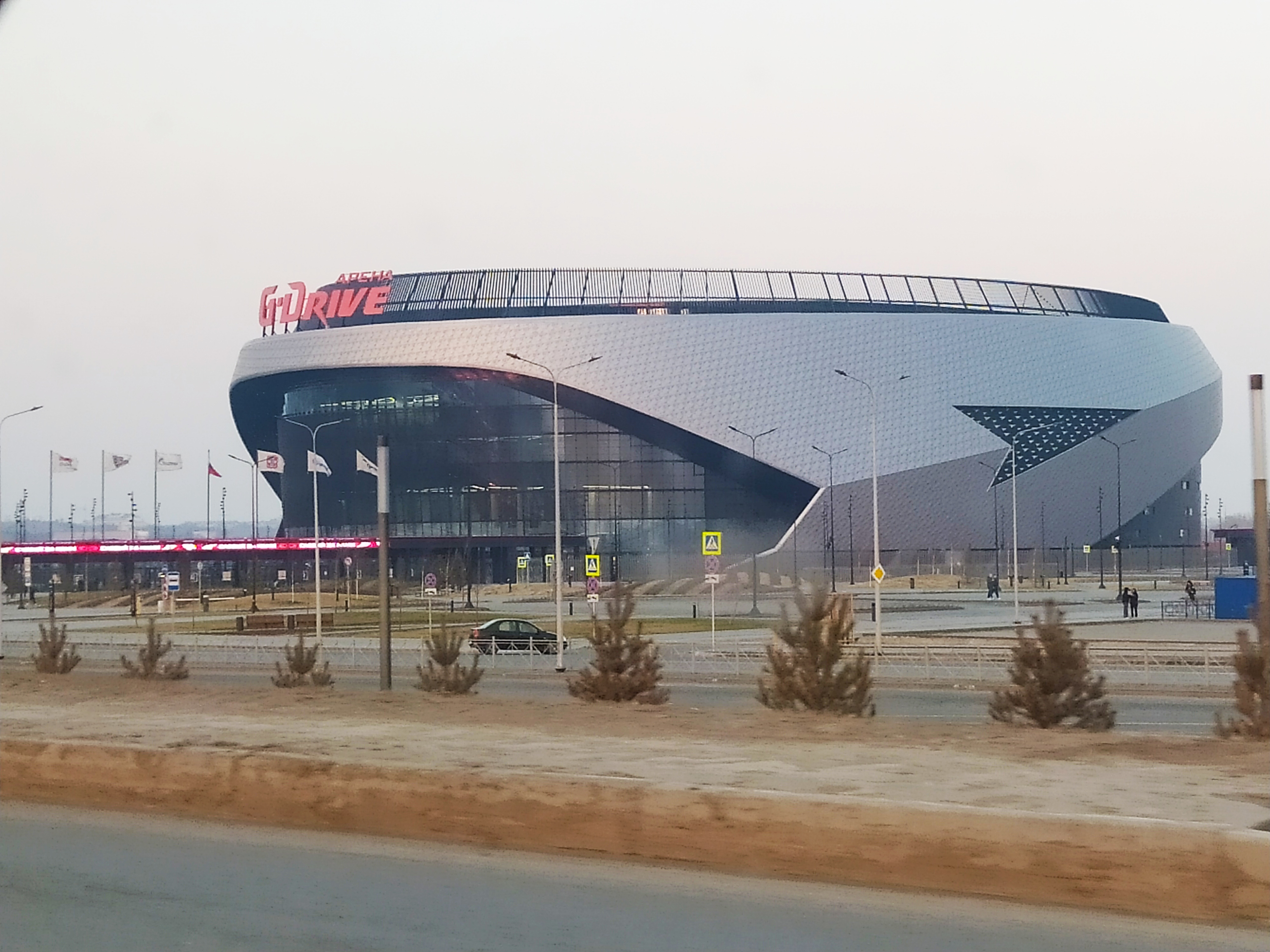

В 2019 году была снесена «Арена Омск». Было принято решение построить новую арену, на которой совместно с Новосибирском должен был пройти молодёжный чемпионат мира 2023 года .
Строительство началось в июле 2020 года. В 2022 году было объявлено название — «G-Drive Арена».
Первый матч на «G-Drive Арене» состоялся 24 сентября 2022 года: в рамках регулярного чемпионата МХЛ «Сибирские снайперы» обыграли со счётом 7:2 местную команду «Омские ястребы». Первый матч чемпионата КХЛ на новой арене прошёл 1 октября 2022 года. «Авангард» обыграл новосибирскую «Сибирь» со счётом 2:1.
Арена рассчитана на 12 тысяч зрителей, для удобства просмотра трибуны спроектированы под высоким углом. Для маломобильных зрителей создана безбарьерная среда и выделен специальный ряд на 120 мест. За первый год арена приняла около 800 тысяч посетителей и более 100 мероприятий.
В 2024 году был подготовлен интернет-проект «Воплощение энергии», созданный лабораторией «Гигарама» при участии регионального правительства. Он рассказывает историю строительства и факты о новой арене.